# Софийско-Успенский собор
Софи́йско-Успе́нский собо́р — православный храм в городе Тобольске Тюменской области, кафедральный собор Тобольской епархии Русской православной церкви. Является одним из старейших храмов Сибири. Находится в составе Тобольского кремля — единственного каменного кремля за Уральскими горами.

## История
Софийско-Успенский собор — древнейший каменный храм в Сибири. Он был построен в 1689 году. Ему предшествовало в Тобольске два деревянных Софийских собора. Первый, пятикупольный, был выстроен в 1622 году, а второй, с тринадцатью куполами, — в 1648 году. Оба они сгорели, что и послужило причиной применения огнестойких материалов при строительстве.
Царской грамотой от 28 апреля 1680 года, адресованной тобольским воеводам Алексею Шеину и Михаилу Приклонскому, разрешалось построить в Тобольске каменную Софийскую церковь «против образца, какова по Москве в Кремле, в девичьем монастыре… А какова Вознесенская церковь мерою кругом и в вышину и тому посланы… вам образцы и сметные росписи и чертежи».
Собор Вознесенского монастыря, построенный в 1587 году по образцу Архангельского собора, в XVI и XVII веках представлял довольно распространённый в то время тип монументального четырёхстолпного храма с закомарным покрытием и пятью симметрично расставленными главами. С востока к собору примыкали три сильно пониженные по отношению к его основному объёму алтарные апсиды.
Сходство Софийского и Вознесенского соборов прослеживается в декорировке глав аркатурой, расчленении фасадной плоскости горизонтальным поясом, отсекающим закомарные дуги, больших оконных проемах. Деньги, 700 рублей, указывалось взять из тобольской казны, а железо обещано было прислать «с Москвы». Царь соглашался с использованием крестьян «по розвытно и в ровенстве» на доставке строительных материалов, но не в «пашенное время, чтоб крестьянам в том больших убытков и тягости и разоренья, и в нашей великого государя десятинной пашни недопашков не было». Что же касается мастеров, то их предлагалось «приискать» в Тобольске.
В летописи Черепанова говорится, что рвы под фундамент начали рыть 3 июля 1681 года. Спустя три месяца прибывший в Москву тобольский сын боярский М. Серёгин сообщил, что «под соборную церковь в Тобольску ров вы копан, и сваи набиты, и бутовой камень, и кирпич, и известь все готово, свожено на гору». Тем не менее к строительству приступили только 22 апреля 1683 года. Почти двухлетний перерыв можно объяснить боязнью властей доверить сооружение собора местным мастерам, построившим «митропольи кельи», но не имевшими опыта церковного строительства. Поэтому возведение собора началось лишь после прибытия из Москвы специалистов каменного строения.
Собор строился довольно быстро, но когда его главный купол «не доклали немного до головы… падоша у церкви столбы и обломились своды и верх весь паде внутрь». Катастрофа произошла 27 июня 1684 года. Через два года здание достроили, и 27 октября 1686 года митрополит Павел I освятил собор в память Успения Божьей Матери (вместо Софии Премудрости, как именовался деревянный). Впоследствии собор называли и Софийским, и Успенским, и Софийско-Успенским. Кстати, во всем мире насчитывается всего шесть Софийских соборов — в Константинополе, Софии, Киеве, Великом Новгороде, Полоцке и Тобольске, что символично, ведь ставили их только в крупнейших центрах православия.
Долгое время Софийский собор служил усыпальницей тобольских архиереев и митрополитов, под полом его находится семь захоронений. Впоследствии стали хоронить священнослужителей и в приделе.
Собор в Тобольске возводили по чертежам и сметам московской Вознесенской церкви. Для строительного производства России XVII века было типично указывать в качестве образца на подобное по плану или архитектурным формам сооружение, а также на данные об ориентировочной стоимости и количестве основных строительных материалов ранее построенного здания.
Хорошо сохранившийся, Софийский собор представляет собой одноэтажный пятиглавый храм прямоугольной формы, высотой 47 метров, с двумя ярусами окон. Из восточной его стены выдаются три алтарные апсиды. К западной стене раньше примыкала небольшая пятигранная паперть с куполом.
Среди святынь собора особо чтимые две иконы — Вседержителя Спаса и Божьей Матери, называемой Тобольской.
В 1690-х годах к собору пристроили придел во имя святых апостолов Петра и Павла, в 1704 году — придел во имя Антония и Феодосия Печерских. Позднее их разобрали, а в начале 1750-х годов с северной стороны устроили новый тёплый придел во имя Иоанна Златоустого. С юга собор был соединён с двухэтажной ризницей (13,8 х 7,9м). В сторону Прямского взвоза она имела по 7 окон на каждом этаже. Во второй половине XVIII века ризница была реконструирована и приобрела нынешний вид. Надстройка ризницы невысоким этажом и переделка фасадов производилась в 1796 году. Автор проекта этой постройки неизвестен, но, судя по архитектуре, им мог быть кто-либо из местных мастеров архиерейского приказа.
На протяжении XVIII—XIX веков Софийский собор не раз ремонтировали, однако в целом его архитектурный облик существенных изменений не претерпел.
Каменный собор не пострадал во время опустошительного пожара 1701 года, но погорели все деревянные строения города. Каменное городовое строительство возглавил Семён Ульянович Ремезов. 8 мая 1705 года сильная буря сломала крест над алтарем собора, вызвав небольшие поправки.
В 1710 году по именному указу Петра I выдано из казны 1000 рублей на устройство нового резного иконостаса, названного «дивным» за своё великолепие. Приехавшие с митрополитом Филофеем Лещинским мастера, работая над иконостасом, создали выдающееся произведение искусства и привнесли в Сибирь традиции стиля барокко.
В сентябре 1733 года, при митрополите Антонии Стаховском, пожар уничтожил крышу и главы собора (в то время они были деревянными). Это вызвало первый крупный ремонт храма: замену крыши и глав на железные сложной фигурной формы, расчленённые на два яруса по украинскому образцу. Придел из-за ветхости тоже был разобран, и могила захороненного в нём Иоанна Тобольского, причисленного в начале XX века к лику святых, оставалась вне церкви.
В 1751 году для гроба Иоанна Тобольского по соизволению митрополита Сильвестра был построен новый придел во имя Иоанна Златоуста. Могила была на правой стороне алтаря.
Около ста лет основной объём собора стоял без повреждений, а в 1783 году при архиепископе Варлааме I появилась угроза его обрушения, так как фундамент дал осадку. Ремонт проводился на пожертвования тобольских граждан и ассигнования из казны по именному повелению Екатерины II. Были укреплены стены собора, построена новая западная паперть, на софийском взвозе возведены подпорные стены. А также исправлена крыша, подведены железные стропила, вызолочены кресты и выполнена роспись большого барабана: «Христос и двенадцать апостолов». Эти меры помогли уцелеть Софийскому собору во время большого пожара 27-28 апреля 1788 года, истребившего почти весь город.
В 1797 году была построена новая пятиярусная колокольня высотой 75 метров.
Около 1807 года на северной стене возле самой могилы Иоанна Тобольского образовалась большая трещина. В 1826 году для того, чтобы освидетельствовать фундамент, пришлось вскрыть гроб и поместить его на левую сторону алтаря. Мощи Иоанна в результате вскрытия были признаны нетленными. Горожане собрали для ремонта храма 30 тысяч рублей, и в 1831 году Софийский собор был отремонтирован.
13 июля 1839 года в собор ударила молния, со стен и карниза сбило кирпич. При ремонте установили новый подвесной карниз из железа и дерева с последующей штукатуркой.
В 1846 году Софийский собор вновь ремонтировали, так как прошедший ураган повредил главы собора.
В 1859—1860 годах иконостас Филофея Лещинского был заменён новым трёхъярусным на пожертвования тобольского дворянина П. П. Попова и обошёлся в 30 тысяч рублей.
В 1864 году буря сорвала западную главу, и в 1896 году в последний раз перестроили придел; в таком виде он и сохранился до наших дней.
На рубеже XIX—XX веков существовало Общество Попечения о нуждах Тобольского Кафедрального Собора. Предметом его заботы было сохранение Софийского кафедрального собора, иконостасов и стенной живописи. Инициатива создания общества принадлежала архиепископу Антонию. С целью сбора средств наиболее состоятельным людям во всех городах губернии были разосланы подписные листы. В них перечислялись все нужды собора, на которые предполагалось израсходовать собранные деньги: устройство памятника-раки с сенью над гробом митрополита Иоанна Тобольского, обновление двух больших киотов, обновление в летнем соборе живописи и иконостасов, оправка на том же храме кровли, устройство в нём водяного отопления и теплой паперти, а также обновление ризницы.
На собранные средства был осуществлён ремонт зимнего храма, приобретена ризница, изготовлена, перенесена и установлена мраморная солея в Златоустовском придельном храме.
В годы советской власти Софийско-Успенский собор, как и большинство храмов Тобольска, был закрыт. В 1930-х годах в его стенах на временное жительство были размещены спецпереселенцы. Внутри храма установили 3-ярусные нары для спецпереселенцев. Позже собор был передан для нужд организации «Союз-хлеб» и использовался как зерновой склад до начала Великой Отечественной войны. К этому времени износ здания составлял 70-80 %.
В послевоенный период начались ремонтно-реставрационные работы в Тобольском Кремле, которые продолжаются до настоящего времени. За этот период можно выделить 3 крупные реставрации.
Первая проходила в 1956—1966 годах под руководством Фёдора Георгиевича Дубровина, который также являлся автором проекта реставрации Кремля вместе с другими работниками центральных научно-реставрационных мастерских в Москве.
Работы производились в основном снаружи собора, а внутреннюю часть храма практически не трогали за исключением придела в честь Иоанна Златоуста, где был сделан капитальный ремонт. В это время строители разобрали с западной стороны собора паперть. После ремонта там продолжительное время располагался выставочный зал Тобольского музея.
21 июня 1968 года в Тобольске была открыта специальная научно-реставрационная мастерская, директором которой стал Владимир Федорович Яковлев. Курировало реставрационную мастерскую объединение «Росреставрация» из Москвы. Они высылали своих специалистов, делали обмеры, составляли полную документацию.
За Тобольском были закреплены три архитектора, которые периодически приезжали и следили за ходом работы: Дедушенко, Кондратьев и Харченко. За Софийско-Успенским собором был закреплен архитектор московского института «Спецпроектреставрация» Дедушенко. Им была подготовлена в 1980-е годы проектно-сметная документация.
В 1970-х годах реставрированы и первоначальные двери собора с накладными полосами чёрного железа и фигурными наподобие цветочных клумб и шляпками гвоздей. Металлическая обшивка дверей покрыта тонким точеным орнаментом с изображением фантастических птиц, вплетенных в ткань пышного растительного узора. Все эти элементы убранства типичны для XVII века.
Второй этап реставрации Софийского собора приходится на период с 1985 по 1987 год. В это время была сделана стяжка стен по периметру монтажным поясом, так как все четыре стены не имели между собой достаточной связи и расходились. Также было восстановлено первоначальное позакомарное покрытие, заменённое в середине XVIII века четырёхскатной кровлей. Тогда же была заменена кровля всех пяти куполов крыши.

## Возрождение собора
В 1989 году государство передало Софийско-Успенский собор Русской православной церкви. Тобольско-Тюменская епархия начала его восстановление. Серьёзные сдвиги в этом деле произошли после визита президента Владимира Путина в 2003 году, когда было принято решение о превращении Тобольска в туристический центр Западной Сибири.
В 2004 году на средства из федерального бюджета начались работы по ремонту и восстановлению Софийско-Успенского собора с ризницей и колокольней под руководством директора ГПТФ «Сибспецпроектреставрация» В. А. Силантьева. За 2004—2005 годы было произведено усиление грунтов в основании фундамента собора, отреставрированы фасады, купола и барабаны, заменены кресты. Все кресты покрыли золотом гальваническим способом, кроме креста западного придела, который был покрыт сусальным золотом. Новую облицовку куполов сделали из нержавеющей стали с покрытием главного купола нитридом титана под цвет золота, а малых куполов — оцинкованной сталью с полимерным покрытием цветом RAL 5005 (синий). В 2005 году отремонтировали кровлю, а бывшую на соборе деревянную стропильную систему крыши заменили на металлодеревянную. Конфигурация крыши была оставлена прежней. Кровлю покрыли листовой медью.
Во время ремонта пола в 2005 году были проведены археологические раскопки, позволившие обнаружить архиерейские захоронения, на существование которых указывалось в исторических обзорах.
В 2006 году с западной стороны собора была воссоздана каменная паперть, построенная здесь в середине XIX века.
В период с 2010—2011 годах под руководством Ильи Шилаева художники-реставраторы из Московского научно-реставрационного художественного управления при участии Тобольской иконописной школы воссоздали росписи Софийского собора. Начальную роспись храма конца XVII — начала XVIII веков удалось восстановить на части южной стены собора и куполе храма.
На сегодня Софийско-Успенский кафедральный собор полностью отреставрирован и можно прикоснуться к подлинной «жемчужине Сибири».

## Галерея
- Вид с запада
- Вид с востока
- Вид с севера
- Вид с юга
- Роспись сводов и купола